# Золкин, Павел Александрович
Паве́л Алекса́ндрович Зо́лкин (1894—1962) — российский и советский футболист, игравший на позиции нападающего.

## Карьера
Игровую карьеру провёл в московских и подмосковных командах «Новогиреево», СКС, «Моссовет» и «Красные Хамовники». За сборную Российской империи сыграл одну игру против Швеции.